# Corvetă

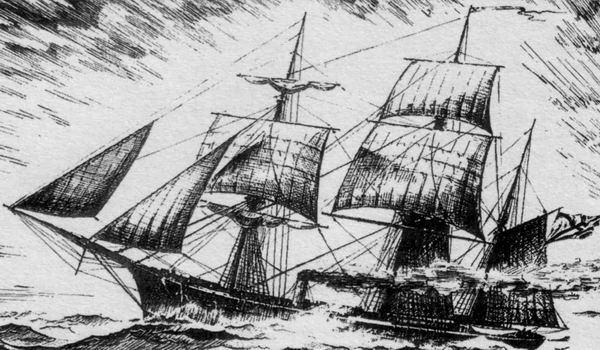
Corveta"Novik", 1856-1863

Corvetă se numea un tip de navă de luptă din epoca velierelor, cu puntea continuă de la prova la pupa și armată cu 18—31 tunuri. Corveta este o navă rapidă, mai mică decât fregata. În secolele XVIII-XIX, corvetele erau nave cu trei catarge, cu velatură pătrată. Corvetele erau folosite pentru a trimite mesaje în interiorul unei flote și, uneori, escortau navele comerciale. 
În epoca navelor cu mașini, numele s-a transmis unui tip de navă de tonaj redus, cu excelente calități nautice, destinată în special misiunilor de patrulare și de escortă a convoaielor de nave de transport în timp de război. Corvetele moderne au, de obicei, un deplasament de 500-1.000 tone și sunt înarmate cu tunuri, torpile și mitraliere. Ele îndeplinesc misiuni împotriva submarinelor și avioanelor sau ca patrule de coastă, în cadrul flotelor mici.

## Divizionul de corvete românești

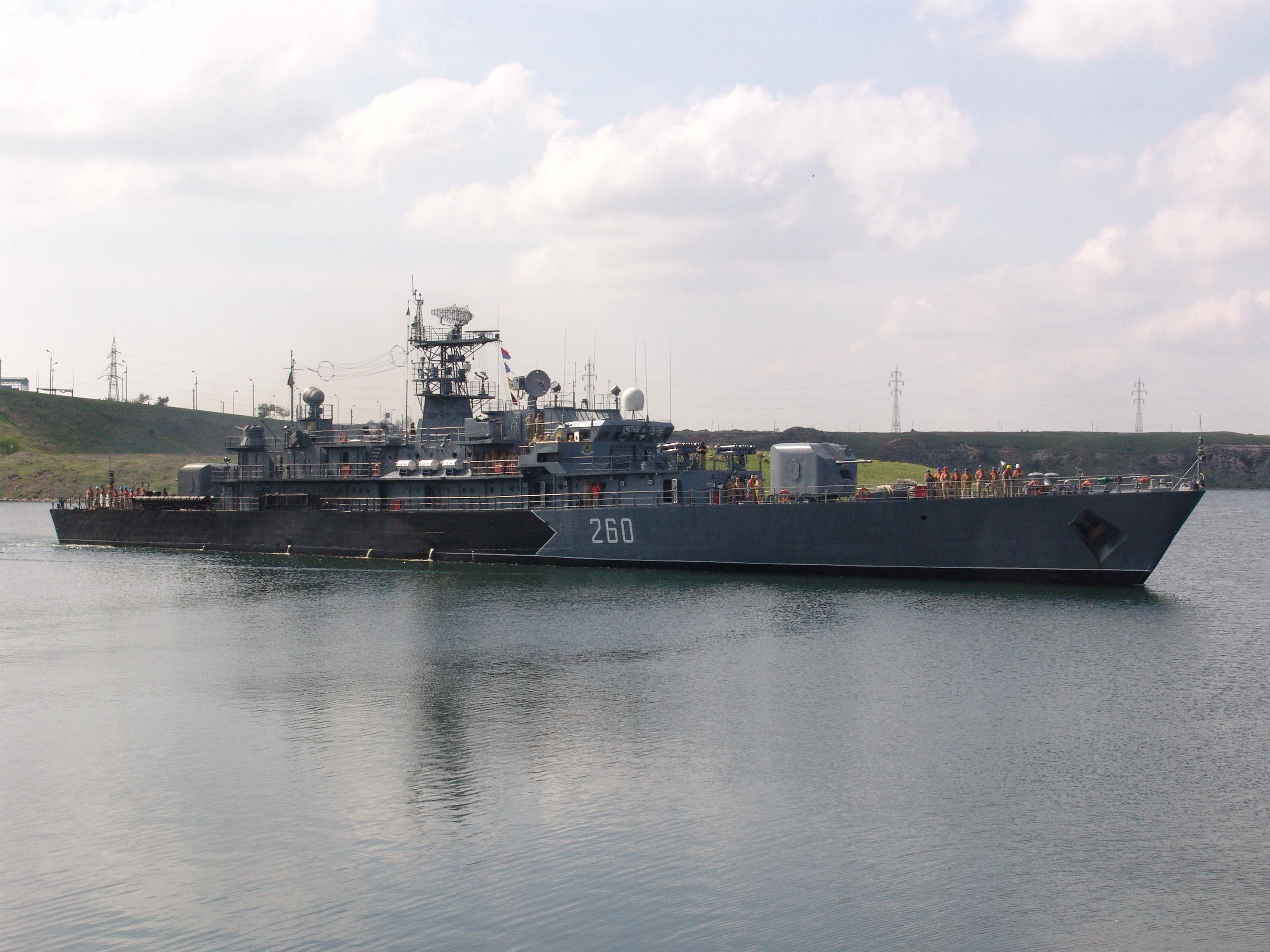
Corveta 260 Amiral Petre Bărbuneanu.

În anul 2006, Divizionul de Corvete, având ca loc de dislocare permanent portul Mangalia, avea în compunere patru corvete: Amiral Petre Bărbuneanu (260); Viceamiral Eugeniu Roșca (263); Contraamiral Eustațiu Sebastian (264); Contraamiral Horia Macellariu (265).
Aceste corvete sunt nave de luptă, a căror destinație principală o reprezintă lupta antisubmarin. În acest scop, au la bord ca armament de bază torpile și bombe antisubmarin de diferite tipuri. Ele execută căutarea, descoperirea, urmărirea, identificarea și neutralizarea/nimicirea submarinelor inamice pe comunicațiile proprii, apropiate sau îndepărtate, independent sau în cooperare cu aviația antisubmarin sau cu submarinele proprii.